# Nanzhuangtou
Nanzhuangtou (南莊頭遺址), 12.600-11.300 voor Christus. was een neolithische archeologische opgraving in China, bij de Gele Rivier, in de buurt van het Baiyangdianmeer in Xushui County, Hebei. De opgraving werd ontdekt in een stuk veen. Ongeveer 50 stukken aardewerk werden gevonden, wat Nanzhuangtou de plaats maakt waar het oudste aardewerk van China is gevonden. Nanzhuangtou is tevens de oudste neolithische archeologische vondst in het noorden van China.
Er zijn bewijzen gevonden dat de eerste tamme honden in Nanzhuangtou woonden.